# Francia ai IV Giochi olimpici invernali
La Francia partecipò ai IV Giochi olimpici invernali, svoltisi a Garmisch-Partenkirchen, Germania, dal 6 al 16 febbraio 1936, con una delegazione di 28 atleti impegnati in quattro discipline.

## Medaglie
| Medaglia | Atleta       | Sport      | Evento             |
| -------- | ------------ | ---------- | ------------------ |
| Bronzo   | Émile Allais | Sci alpino | Combinata maschile |